# Zona muerta

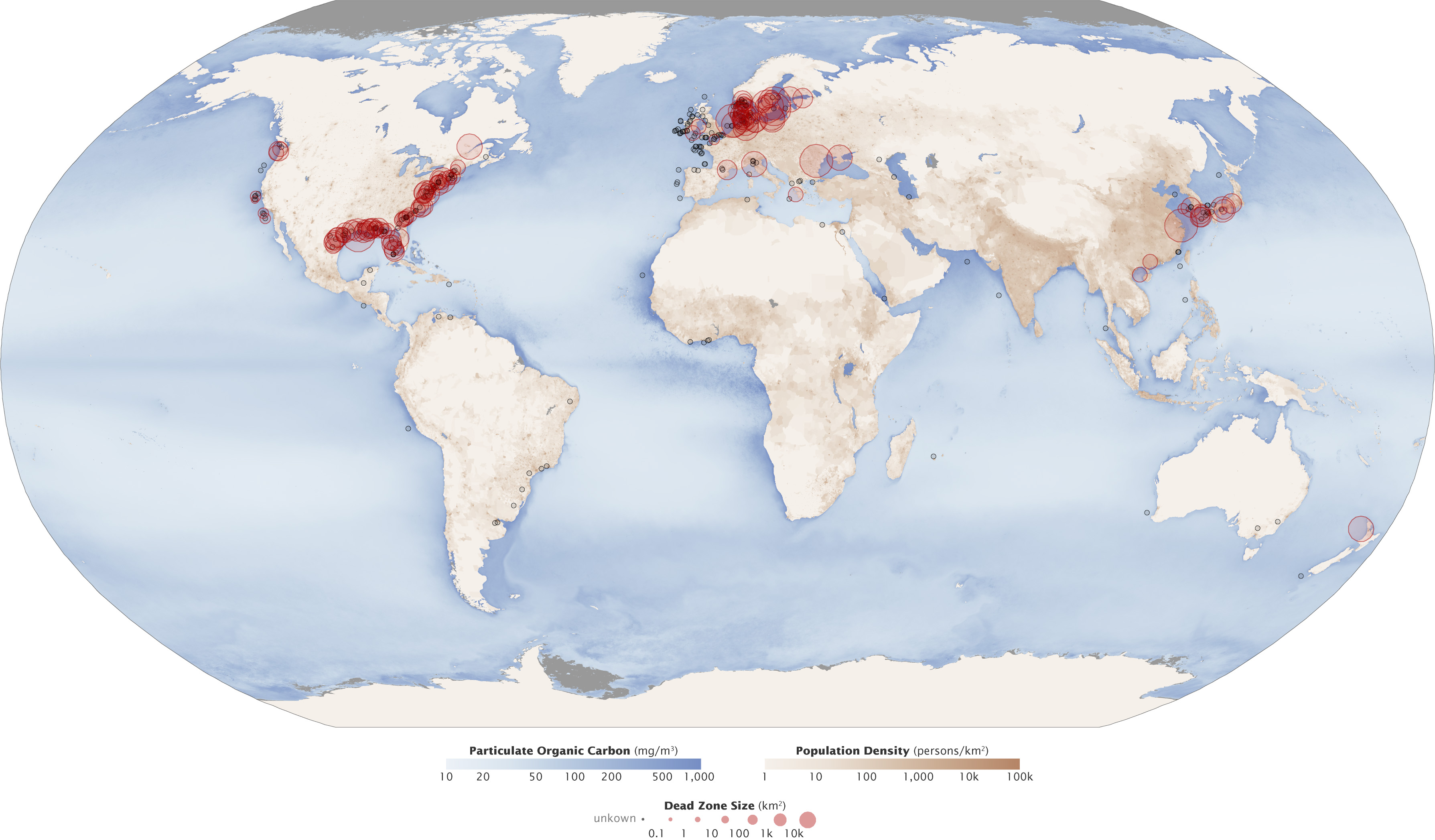
Las zonas rojas indican la localización y tamaño de las áreas muertas. Las zonas negras marcan las áreas muertas cuyo tamaño es desconocido.

Una zona muerta (o, menos frecuente, área muerta) es una región del océano en que los niveles de oxígeno son bajos debido a la excesiva cantidad de polución de las actividades humanas acompañadas de otros factores que acaban con el oxígeno necesario para sostener la vida marina en las profundidades.
Al inicio de los años 1970 los oceanógrafos empezaron a notar el crecimiento de las zonas muertas. En marzo de 2004, cuando se estableció el Programa de las Naciones Unidas para el Medio Ambiente, la institución reportó 146 zonas muertas en los océanos del mundo. Las más pequeñas detectadas medían un kilómetro cuadrado y las más grandes abarcan 70 000 km². En 2008 la cantidad de áreas muertas aumentó a 405.

## Causas
Las zonas muertas se originan en océanos, mares y lagos por el incremento de nutrientes químicos en el agua, principalmente nitrógeno y fósforo, a través de un proceso llamado eutrofización. Estos químicos son fundamentales en el crecimiento y reproducción de algunos tipos de algas y fitoplancton, causando un aumento rápido de la densidad de estas especies y creando un proceso denominado proliferación de algas.
El limnólogo Dr. David Schindler, cuya investigación en el área experimental de los lagos de Estados Unidos condujo a la prohibición de fosfatos dañinos en los detergentes, advirtió sobre las proliferaciones de algas y zonas muertas:

Las algas que mataron a los peces y que devastaron los Grandes Lagos de los Estados Unidos en los años sesenta y setenta no se han ido; se han mudado al oeste a un mundo árido en el que la gente, la industria y la agricultura están imponiendo cada vez más cargas sobre la calidad de la poca agua dulce que queda... Esto no es solo un problema de la pradera. La expansión global de las zonas muertas causadas por la proliferación de algas está aumentando rápidamente.
David Schindler

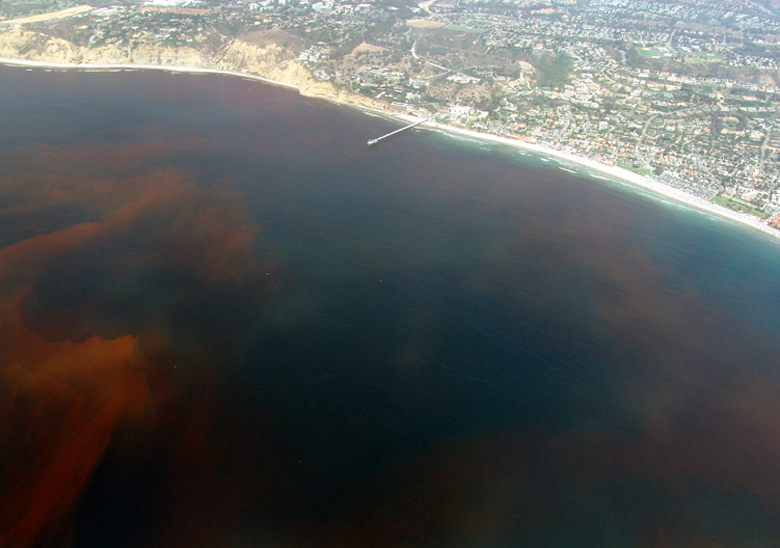
Las zonas muertas a menudo son causadas por la descomposición de las algas durante la proliferación de algas, como esta en la costa de La Jolla, San Diego, California.

Los principales grupos de algas son las cianobacterias, algas verdes, dinoflagelados, cocolitóforos y algas diatomeas. El aumento en la entrada de nitrógeno y fósforo generalmente hace que las cianobacterias florezcan. Se consumen otras algas y, por lo tanto, no se acumulan en la misma medida que las cianobacterias. [cita requerida]   Las cianobacterias no son un buen alimento para el zooplancton y los peces y, por lo tanto, se acumulan en el agua, mueren y luego se descomponen. La degradación bacteriana de su biomasa consume el oxígeno en el agua, creando así el estado de hipoxia. Las zonas muertas pueden ser causadas por factores naturales y antropogénicos. Las causas naturales incluyen afloramiento costero y cambios en los patrones de circulación del viento y el agua. El uso de fertilizantes químicos se considera la principal causa humana de zonas muertas en todo el mundo. La escorrentía de las aguas residuales agrícolas, el uso del suelo urbano y los fertilizantes también pueden contribuir a la eutrofización.
Las zonas muertas notables en los Estados Unidos incluyen la región del norte del Golfo de México, rodea la desembocadura del río Misisipi, las regiones costeras del noroeste del Pacífico y el río Elizabeth en Virginia Beach, todos los cuales han demostrado ser eventos recurrentes en los últimos años. 
Además, los fenómenos oceanográficos naturales pueden causar la desoxigenación de partes de la columna de agua. Por ejemplo, los cuerpos de agua cerrados, como los fiordos o el Mar Negro, tienen umbrales poco profundos en sus entradas, lo que hace que el agua permanezca estancada durante mucho tiempo. [cita requerida]   El este del Océano Pacífico tropical y el norte del Océano Índico han reducido las concentraciones de oxígeno que se cree que se encuentran en regiones donde hay una circulación mínima para reemplazar el oxígeno que se consume. Estas áreas también se conocen como zonas mínimas de oxígeno (ZMO). En muchos casos, las ZMO son áreas permanentes o semipermanentes. [cita requerida] 
Los restos de organismos encontrados dentro de las capas de sedimentos cerca de la desembocadura del río Misisipi indican cuatro eventos hipóxicos antes del advenimiento del fertilizante sintético. En estas capas de sedimentos, las especies tolerantes a la anoxia son los restos más frecuentes encontrados. Los períodos indicados por el registro de sedimentos corresponden a registros históricos de alto caudal de ríos registrados por instrumentos en Vicksburg, Mississippi.[cita requerida]  
Los cambios en la circulación oceánica provocados por el cambio climático en curso también podrían agregar o magnificar otras causas de reducción de oxígeno en el océano. El oceanólogo chileno Osvaldo Ulloa correlaciona el aumento de la distribución y magnitud de las zonas muertas con el calentamiento global:

Los datos desde los años 60′ en adelante están mostrando que estas zonas se están expandiendo en todos los océanos donde están presentes. Por otro lado, los modelos climáticos, que se usan para predecir cómo funcionará el planeta en el futuro, muestran que hay una baja de oxígeno a nivel global. Entonces, por un lado, las observaciones y, por otro lado, los modelos, nos están diciendo que los océanos con el calentamiento global están perdiendo oxígeno.
Osvaldo Ulloa

En agosto de 2017, un informe sugirió que la industria cárnica y el sistema agroeconómico de Estados Unidos on los principales responsables de la zona muerta más grande en el Golfo de México. La escorrentía del suelo y el nitrato lixiviado, exacerbado por el manejo de la tierra agrícola y las prácticas de labranza, así como el uso de estiércol y fertilizante sintético, contaminaron el agua desde el Heartland hasta el Golfo de México. Una gran parte de los cultivos que se cultivan en esta región se utilizan como componentes alimenticios principales en la producción de animales de carne para empresas de agronegocios, como Tyson y Smithfield Foods.

## Tipos
Las zonas muertas se pueden clasificar por tipo y se identifican por la duración de su aparición:
- Las zonas muertas permanentes son ocurrencias de aguas profundas que rara vez exceden los 2 miligramos por litro.
- Las zonas muertas temporales son zonas muertas de corta duración que duran horas o días.
- Las zonas muertas estacionales ocurren anualmente, generalmente en meses cálidos.
- El ciclo de hipoxia es una zona muerta estacional específica que solo se vuelve hipóxica durante la noche.

## Efectos

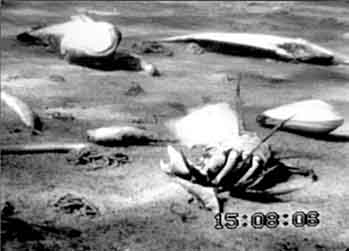
Video submarino del suelo oceánico en el Báltico occidental cubierto con cangrejos, peces y almejas muertas o muriéndose debido a la disminución del oxígeno.

Debido a las condiciones hipóxicas presentes en las zonas muertas, la vida marina dentro de estas áreas tiende a ser escasa. La mayoría de los peces y organismos móviles tienden a emigrar de la zona a medida que disminuyen las concentraciones de oxígeno, y las poblaciones bentónicas pueden experimentar graves pérdidas en condiciones de agotamiento de oxígeno a niveles inferiores a 0.5 mg O 2 por L −1. En condiciones anóxicas severas, la vida microbiana también puede experimentar cambios dramáticos en la identidad de la comunidad, lo que resulta en una mayor abundancia de organismos anaerobios a medida que los microbios aeróbicos disminuyen en número y cambian las fuentes de energía por oxidación. 
Los niveles bajos de oxígeno pueden tener efectos severos en la supervivencia de los organismos dentro del área mientras están por encima de las condiciones anóxicas letales. Los estudios realizados a lo largo de la costa del Golfo de América del Norte han demostrado que las condiciones hipóxicas conducen a la reducción de las tasas de reproducción, el recuento de huevos en los peces, las tasas de supervivencia y las tasas de crecimiento en una variedad de organismos, incluidos los peces y los invertebrados bentónicos. Los organismos capaces de abandonar el área generalmente faltan más allá de las concentraciones de oxígeno inferiores a 2 mg l −1. A estas concentraciones de oxígeno e inferiores, los organismos que sobreviven dentro del ambiente deficiente en oxígeno y que no pueden escapar del área a menudo exhiben un comportamiento de estrés que empeora progresivamente y mueren. Los organismos supervivientes tolerantes a condiciones hipóxicas a menudo exhiben adaptaciones fisiológicas apropiadas para persistir en ambientes hipóxicos. Los ejemplos de tales adaptaciones incluyen una mayor eficiencia de la ingesta y el uso de oxígeno, la reducción de la cantidad requerida de ingesta de oxígeno a través de tasas de crecimiento reducidas o latencia, y el aumento del uso de vías metabólicas anaeróbicas.
Las criaturas que se mueven lentamente en el fondo como las almejas, las langostas y las ostras no pueden escapar. Todos los animales que forman colonias se extinguen. La remineralización y el reciclaje normales que se producen entre las formas de vida bentónicas se sofocan. [cita requerida]   
La influencia de las zonas muertas en la pesca y otras actividades comerciales marinas varía según la duración de la ocurrencia y la ubicación. Las zonas muertas a menudo van acompañadas de una disminución de la biodiversidad y el colapso de las poblaciones bentónicas, lo que reduce la diversidad de rendimiento en las operaciones de pesca comercial, pero en los casos de formaciones de zonas muertas relacionadas con la eutrofización, el aumento en la disponibilidad de nutrientes puede conducir a aumentos temporales en los rendimientos seleccionados entre poblaciones pelágicas, como las anchoas. Sin embargo, los estudios estiman que el aumento de la producción en las áreas circundantes no compensa la disminución neta en la productividad resultante de la Zona Muerta. Por ejemplo, un estimado de 17.000 TM de carbono en forma de presa para la pesca se ha perdido como resultado de Zonas Muertas en el Golfo de México.
A pesar de que la falta de oxígeno mata a la mayoría de las otras formas de vida, las medusas pueden prosperar y a veces están presentes en zonas muertas en grandes cantidades. Estas flores de medusa producen moco y desechos, lo que lleva a cambios importantes en las redes alimentarias en el océano. El carbono orgánico es metabolizado por bacterias que lo devuelven a la atmósfera en forma de dióxido de carbono en lo que se ha denominado "derivación de carbono gelatinoso", o también "cataratas de gelatina". El posible empeoramiento de las floraciones de medusas como resultado de las actividades humanas ha llevado a una nueva investigación sobre la influencia de las zonas muertas en las poblaciones de medusas. La principal preocupación es el potencial de que las zonas muertas sirvan como caldo de cultivo para las poblaciones de medusas como resultado de las condiciones hipóxicas que alejan la competencia por los recursos y los precursores comunes de las medusas. El aumento de la población de medusas podría tener altos costos comerciales con la pérdida de la pesca, la destrucción y la contaminación de las redes de arrastre y los buques pesqueros, y la disminución de los ingresos del turismo en los sistemas costeros.

## Tratamiento y reversión
Las zonas muertas son reversibles, aunque la extinción de organismos que se pierden debido a su aparición no lo es. La zona muerta del Mar Negro, anteriormente la más grande del mundo, desapareció en gran medida entre 1991 y 2001 después de que los fertilizantes se volvieran demasiado costosos para usar después del colapso de la Unión Soviética y la desaparición de las economías de planificación central en Europa oriental y central. La pesca se ha convertido nuevamente en una importante actividad económica en la región.
Si bien la "limpieza" del Mar Negro fue en gran medida involuntaria e implicó una caída en el uso de fertilizantes difíciles de controlar, la ONU ha abogado por otras limpiezas al proponer reducir las grandes emisiones industriales. De 1985 a 2000, la zona muerta del Mar del Norte redujo el nitrógeno en un 37% cuando los esfuerzos políticos de los países en el río Rin redujeron las aguas residuales y las emisiones industriales de nitrógeno en el agua. Se han realizado otras limpiezas a lo largo del río Hudson y la bahía de San Francisco. 